# Historische Karten der Stadt Bochum
Historische Karten stellen die topografischen Verhältnisse nach dem Stand der Kartografie ihrer Zeit dar. Eine der ältesten Darstellungen, auf denen Bochum vorkommt, reicht auf das Jahr 1645 zurück.

## 17. und 18. Jahrhundert
Die Karte „Comitatus Marchia et Ravensberg“ (Grafschaften Mark und Ravensberg) stammt aus dem Atlas „Atlas Maior“ von Willem Blaeu und Joan Blaeu; sie erschien 1645. Nicolas Sanson zeichnete die Grafschaft Mark 1681.

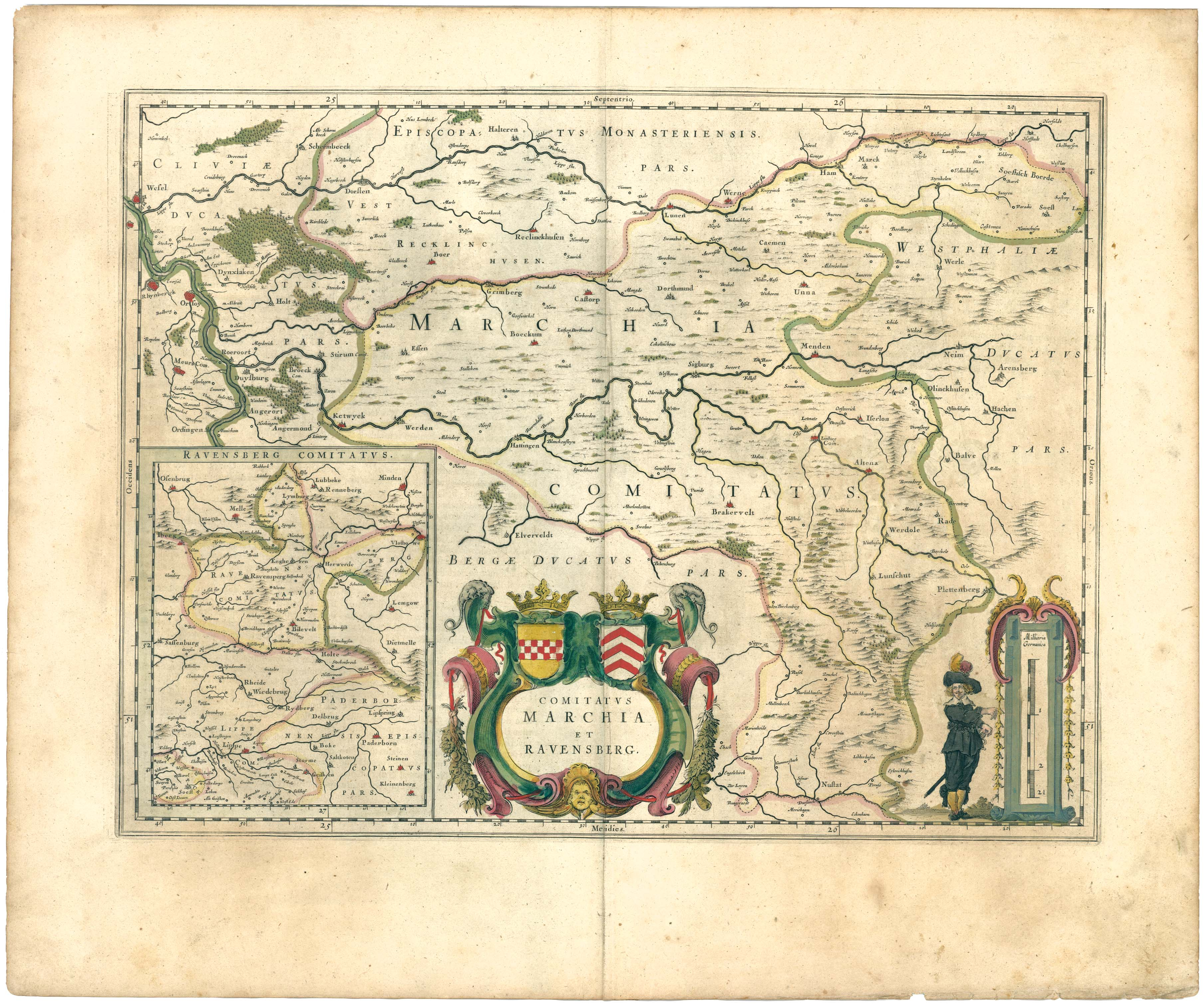
Blaeu, 1645
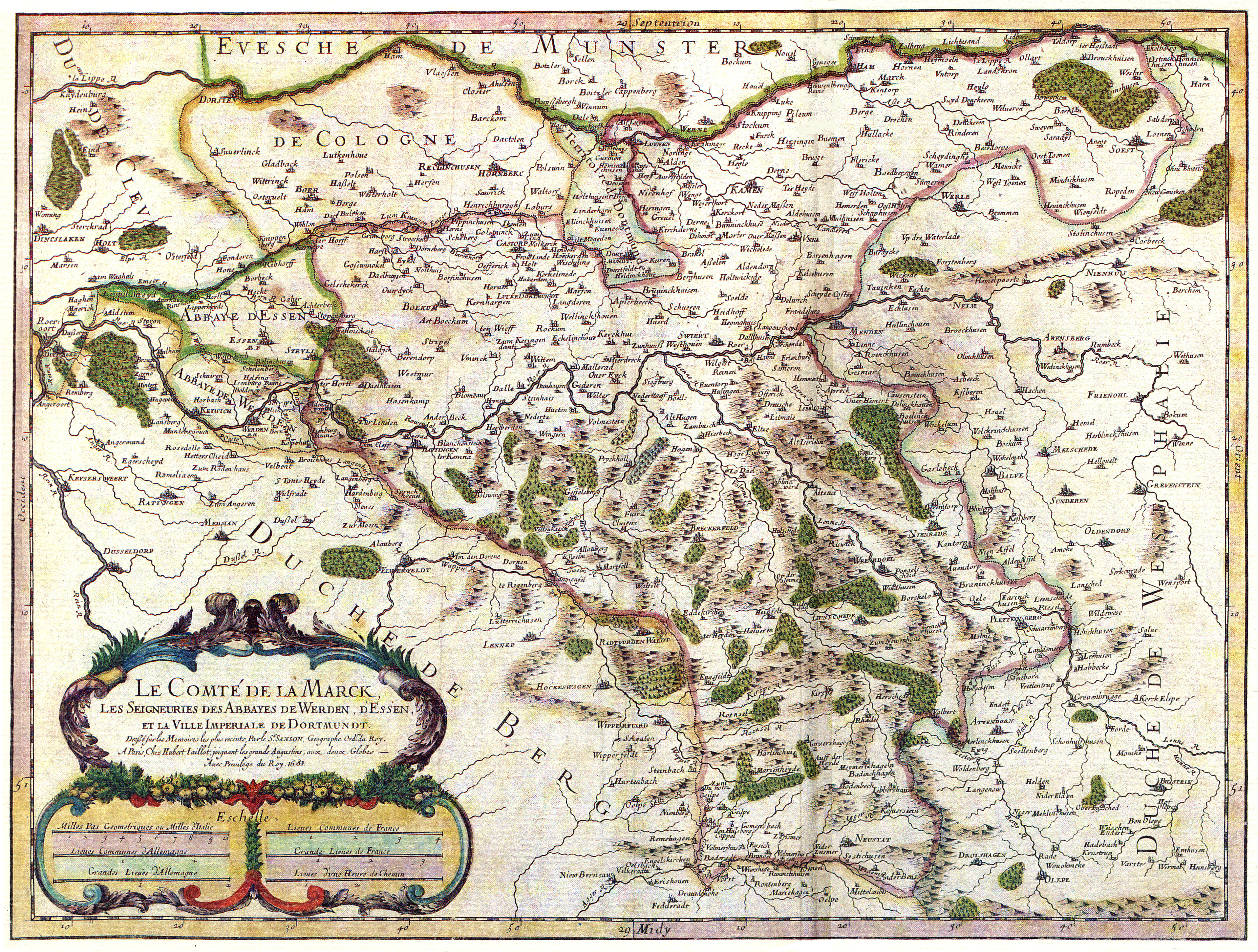
Sanson, 1681

## 18. Jahrhundert
Johann Gottfried Meinicke erstellte 1755 eine Karte von unter dem Titel „Plan von der Stadt Bochum und denen unter ihrer Jurisdiction gehörigen Landstrassen“. Von Carl Arnold Kortum stammt ein Grundriss der Stadt Bochum aus 1790; sie ist im Original seit 1954 verschollen; Kortum selbst griff auf die ältere sogenannte Kramer-Karte zurück.
Friedrich Christoph Müller zeichnete die Grafschaft Mark 1791 mit ihren Ämter und Bergwerken (Topografische Karte der Grafschaft Mark). Der Markscheider Johann Friedrich Conrad Niemeyer erstellte unter anderem von Bochum in den Jahren 1791 bis 1793 die Niemeyersche Karte im Maßstab von 1:6640. Von ihr liegt noch eine Kopie aus der Zeit der französischen Besetzung vor. Sie bildet sehr genau Gehöfte, Mühlen, Bergwerke, Adelssitze und Straßen ab.
Johann Ehrenfried Honigmann veröffentlichte 1800 auf der Basis der Niemeyerschen Karte eine Ausgabe im Maßstab 1:25.000.

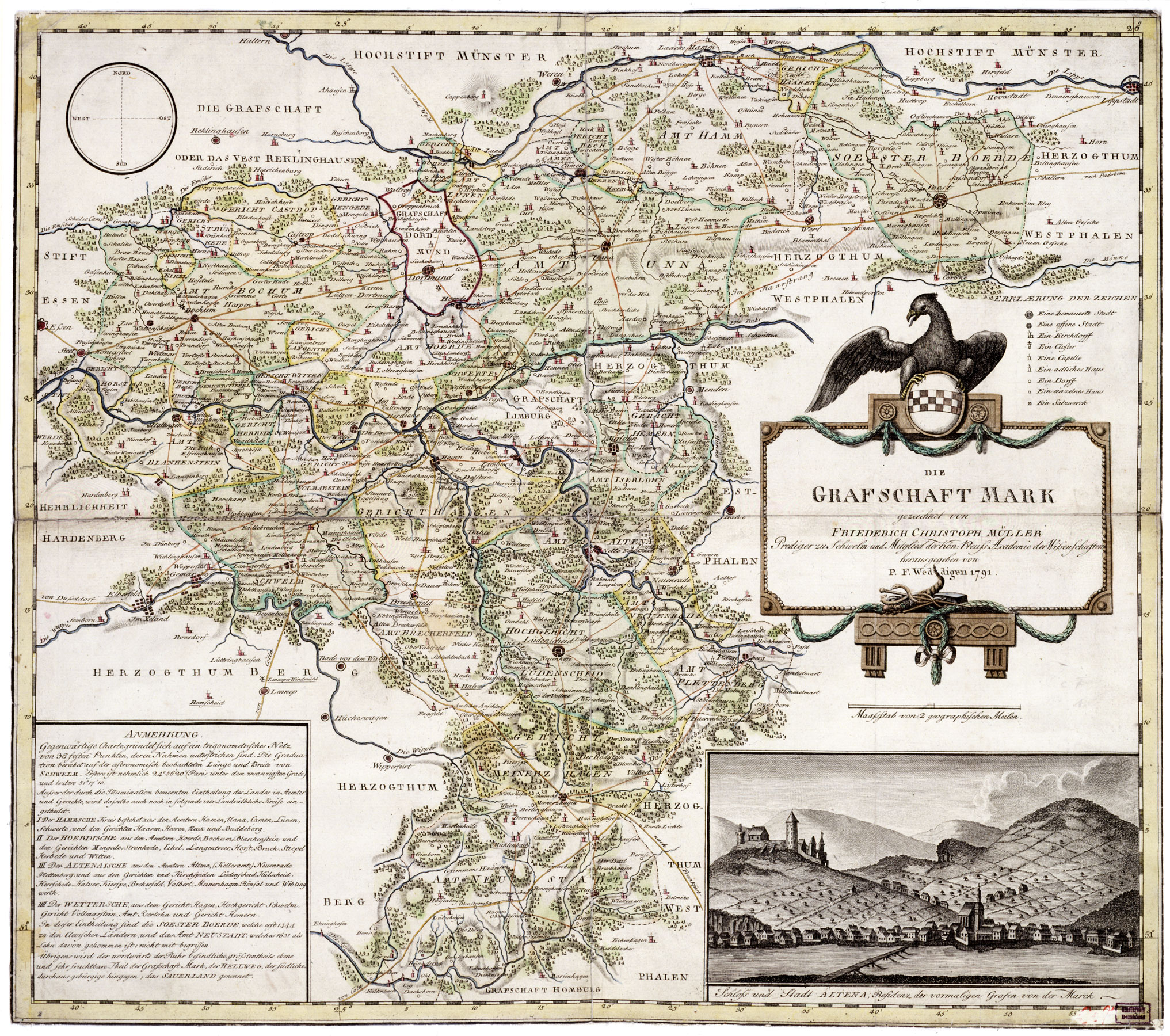
Müller, 1791
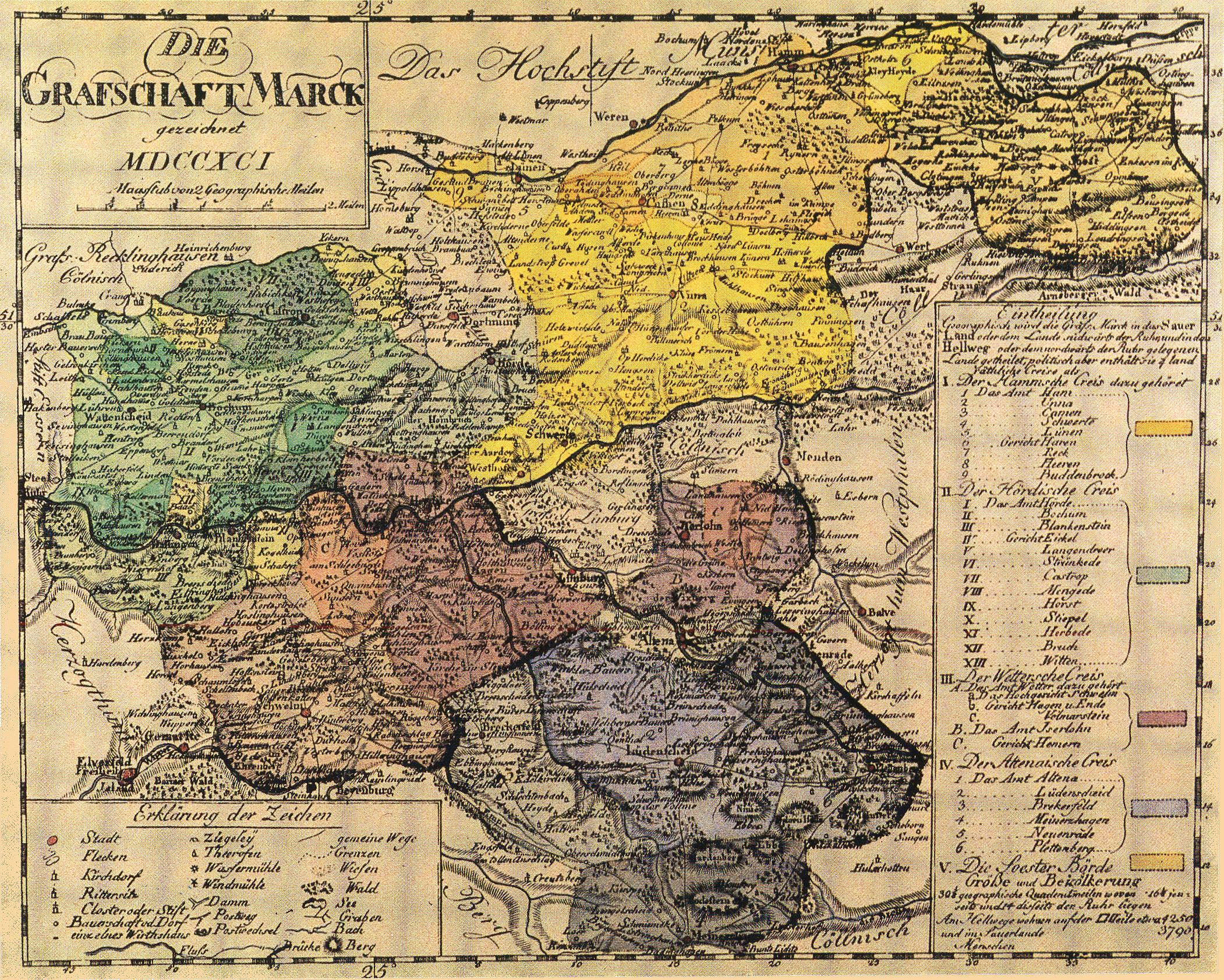
Ämter der Grafschaft Mark, frei nach Müller, 1791
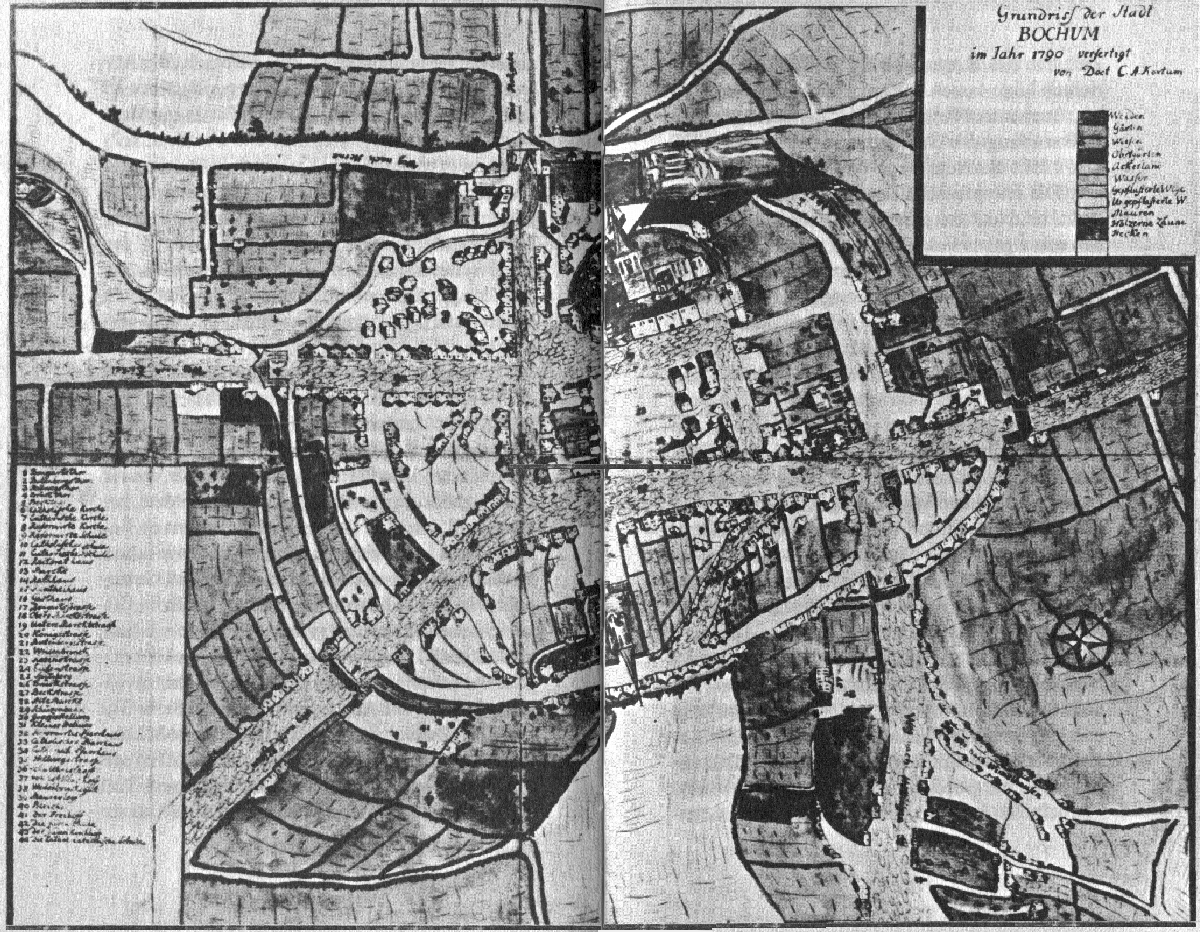
Kortum, 1790
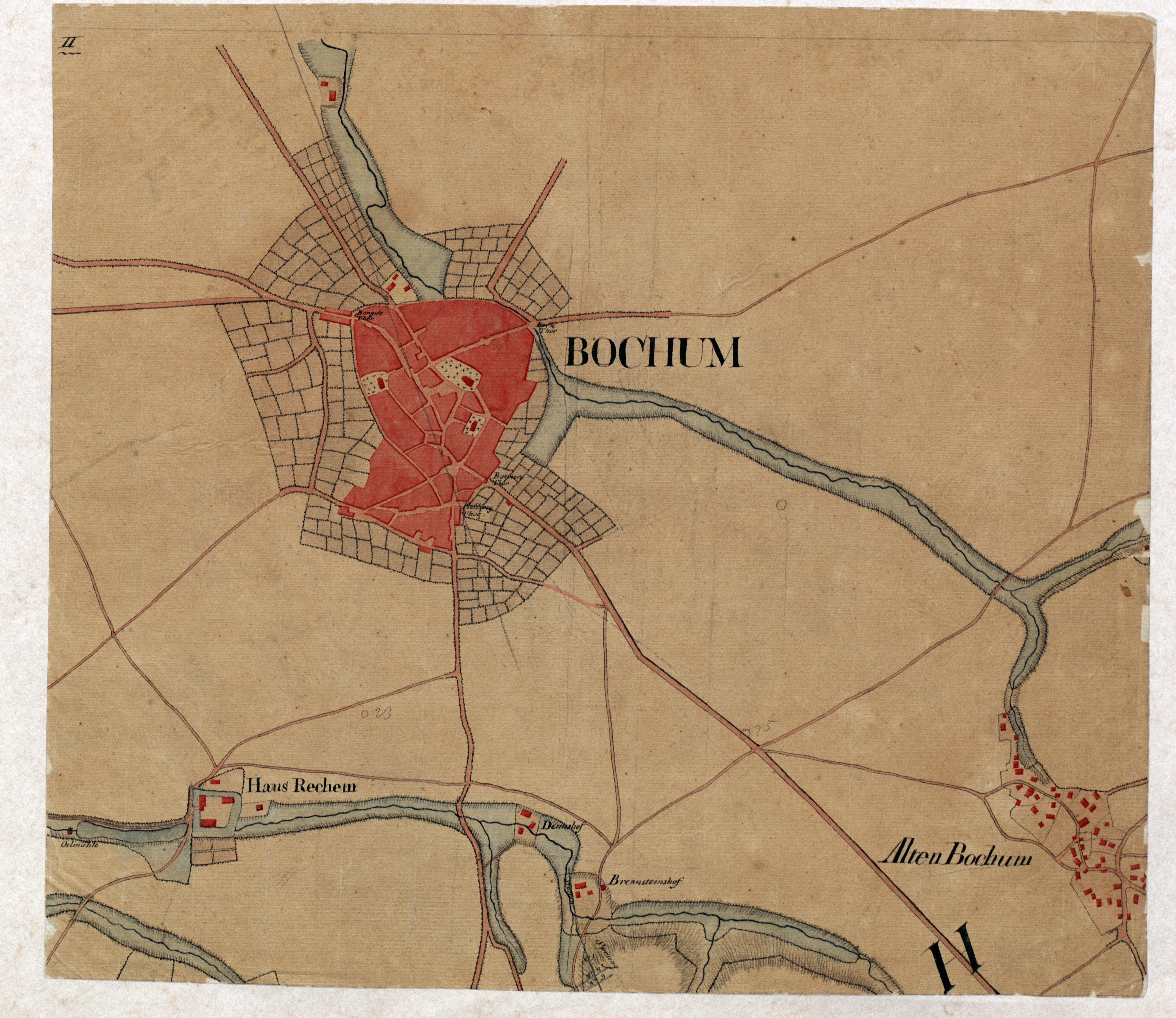
Niemeyer, 1792

## 19. Jahrhundert
Der preußische Generalmajor und Kartograf Karl Ludwig von Le Coq veröffentlichte 1805 das Karte von Nordwestdeutschland, darunter auch ein Blatt für das Ruhrgebiet im Maßstab 1:86.400. Die Preußische Generalstabskarte (1816–1847) hat ebenfalls den Maßstab 1:86.400.
Für das Stadtgebiet Bochum wurde im Rahmen der Preußischen Landesaufnahme in den Jahren 1821 bis 1825 eine Kataster-Urvermessung statt. 
Von 1819 bis 1834 entstand das Rheinisch-westfälische Urkataster als Kataster für die Grundsteuer.
Die Preußische Uraufnahme wurde von 1830 und 1865 vorgenommen. Das Ergebnis ist das Urmesstischblatt von 1840 und Übersichtskarten für die aufgenommenen Gemeinden im Kreis Bochum. Die Stadt Bochum hält eine Reihe von historischen Gemeindekarten vor.
Das Stadtgebiet Bochums wurde erstmals von folgenden Messtischblättern erfasst:
- Blatt 4408: Gelsenkirchen, 1842
- Blatt 4409: Herne, 1842
- Blatt 4410: Dortmund, 1839
- Blatt 4508: Essen, 1842
- Blatt 4509: Bochum, 1840
- Blatt 4510: Witten, 1840

Friedrich August Volkhart, Pfarrer und Rektor in Bochum, erstellte 1842 einen Stadtplan anhand der Unterlagen der Kataster-Urvermessung.
Der Stadt Bochum liegt ein Plan aus dem Jahr 1851 im Maßstab 1:5.000 vor. 
1876 fand eine Kataster-Neuvermessung statt.
Die „Übersichtskarte des Stadt- und Landkreises Bochum“ aus dem Jahr 1877 von Keller hat den Maßstab 1:50.000. Ein Stadtplan im Maßstab 1:10.000 wurde von dem Landmesser Friedrich August Overhoff im Winter 1884/1885 angefertigt.
Im Maßstab 1:25.000 fand in den Jahren von 1877 bis 1915 die Preußische Neuaufnahme statt. Das Blatt für Bochum stammt von 1899.

Le Coq, 1805
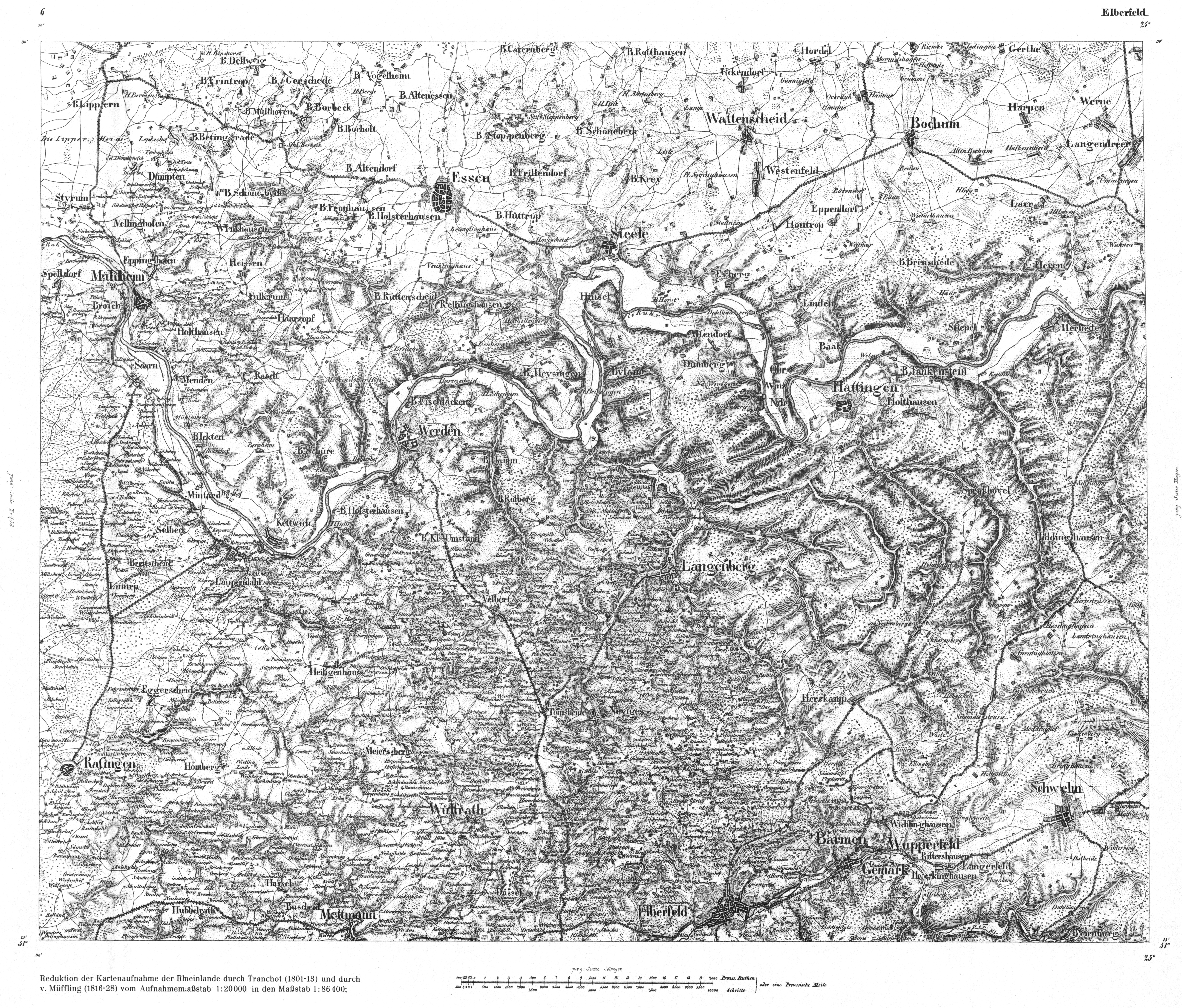
Preussische Generalstabskarte, 1820
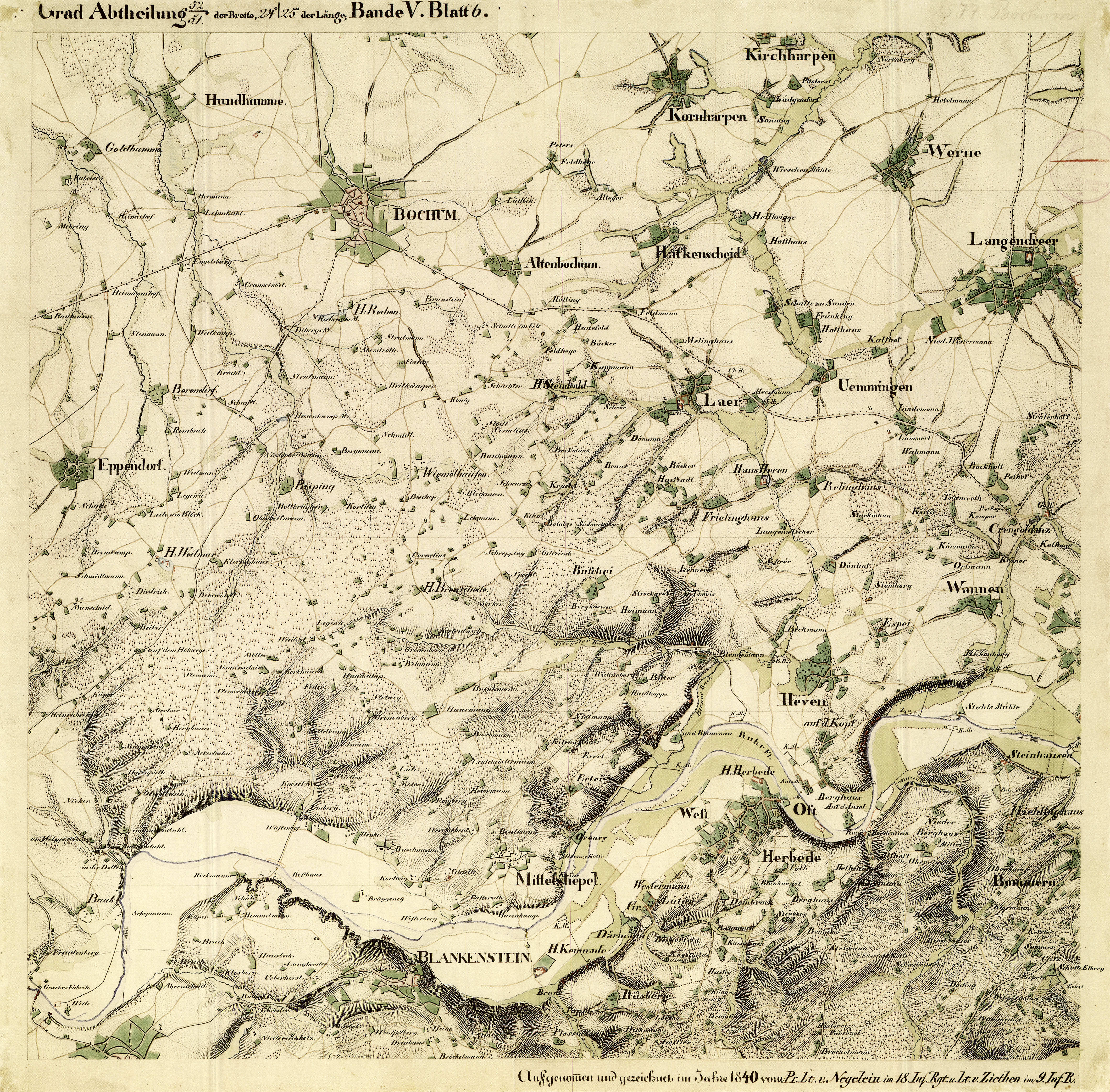
Urmesstischblatt, 1840
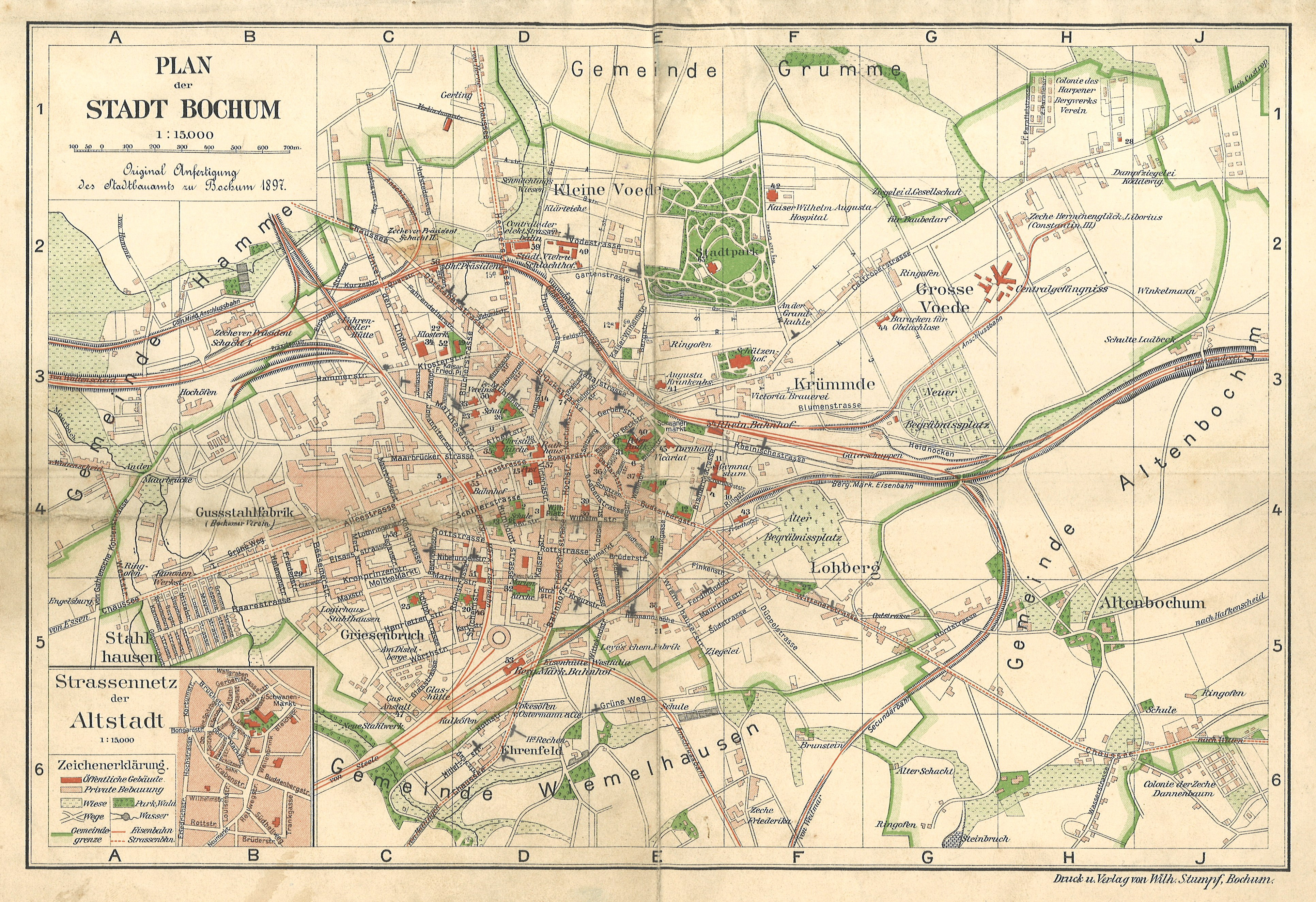
Stadtplan von Bochum, 1897
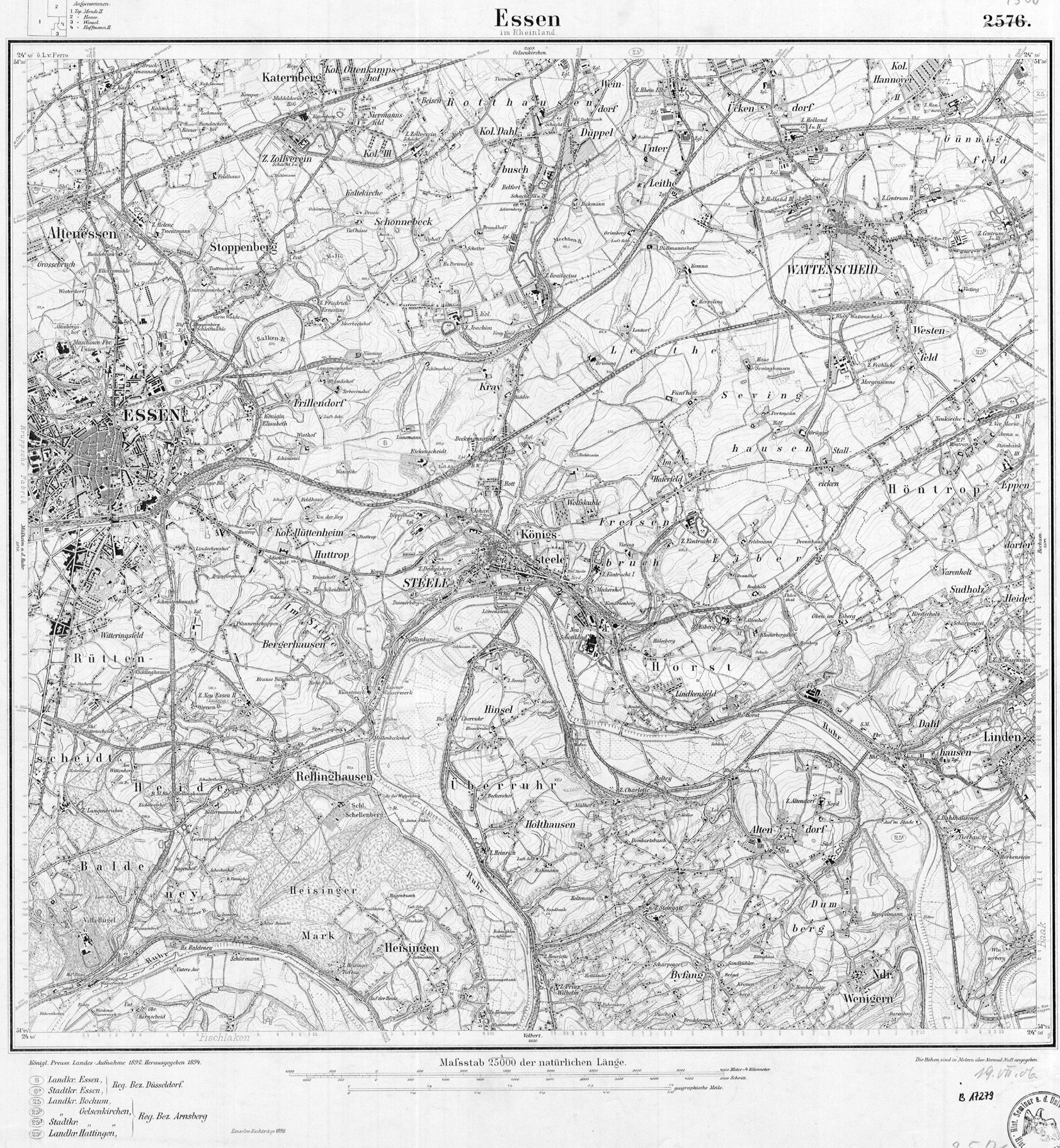
Messtischblatt Essen, 1899
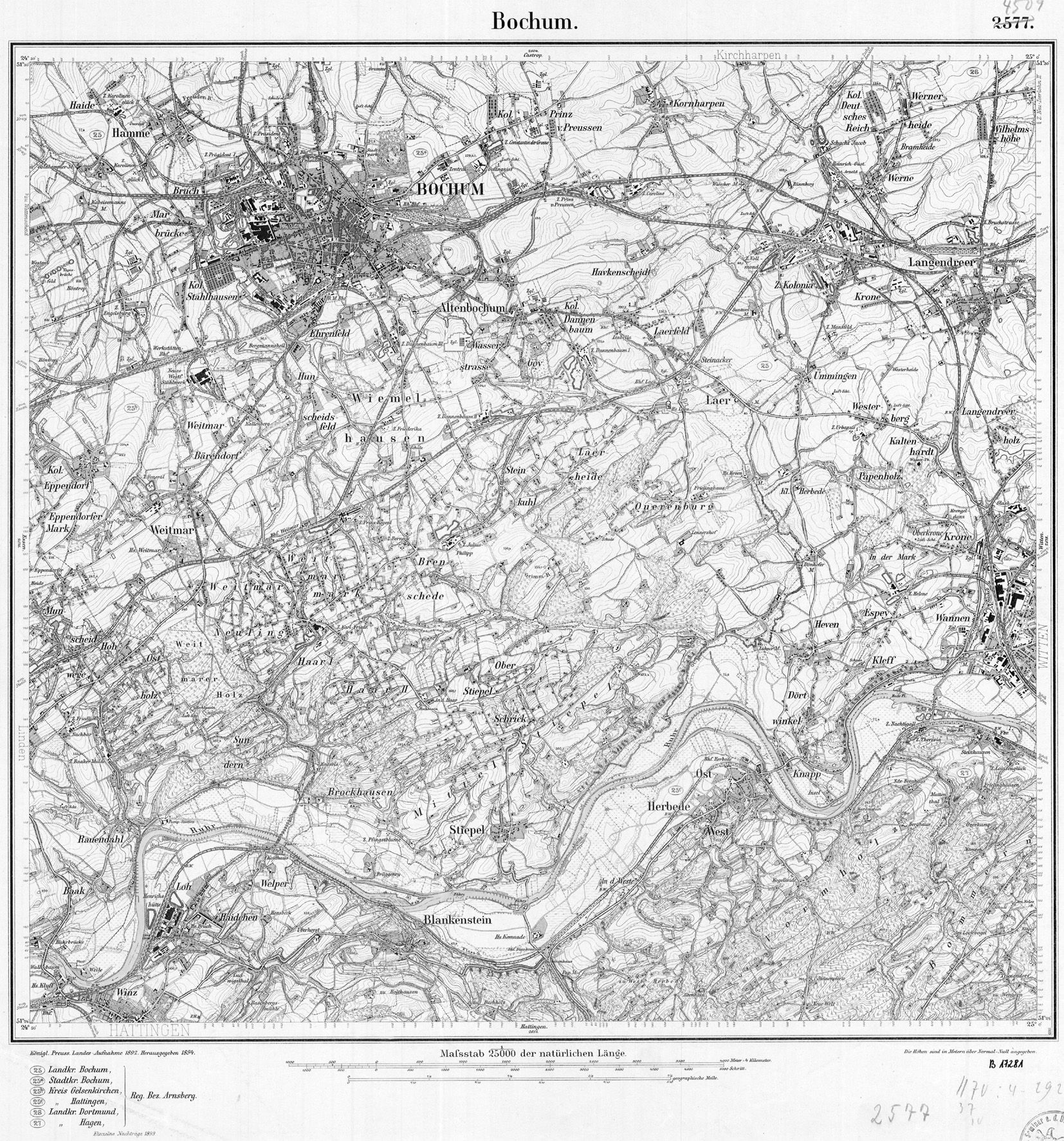
Messtischblatt Bochum, 1899
Bochumer Innenstadt, Meyers Konversationslexikon, 1900

## 20. Jahrhundert
Die Karte des Deutschen Reiches („Generalstabskarte“) wurde bis 1909 fertiggestellt im Maßstab 1:100.000. Das Blatt mit Bochum datiert auf 1901.
Es erfolgten verschiedene Neuauflagen der Messtischkarte und der topografischen Karte 1:50.000.
Die Deutsche Grundkarte im Maßstab 1:5.000 wurde lange auf Papier erstellt. Seit 1990 wird bundesweit das Amtliche Topographisch-Kartographische Informationssystem (ATKIS) aufgebaut.

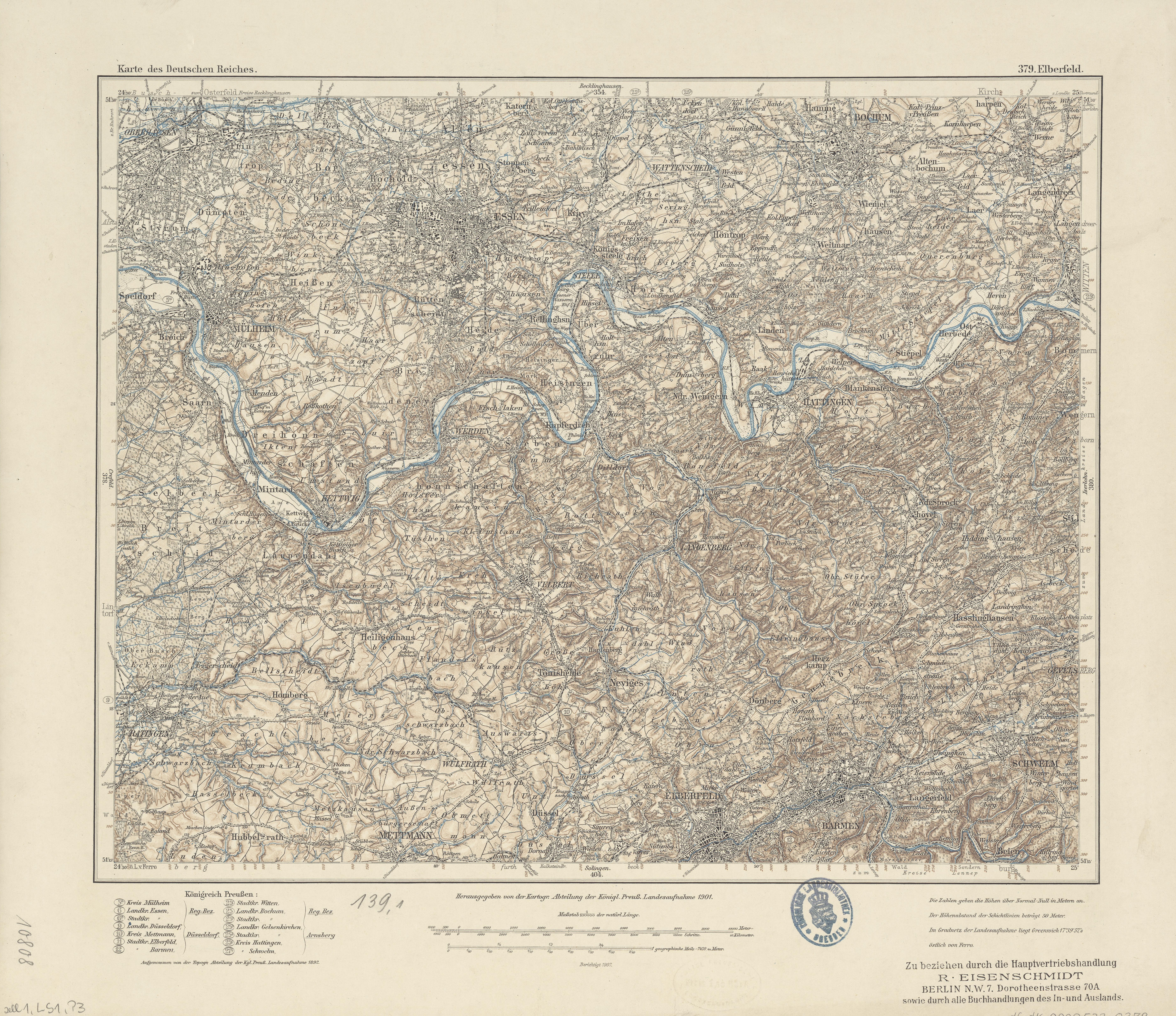
Karte des Deutschen Reichs, 1901
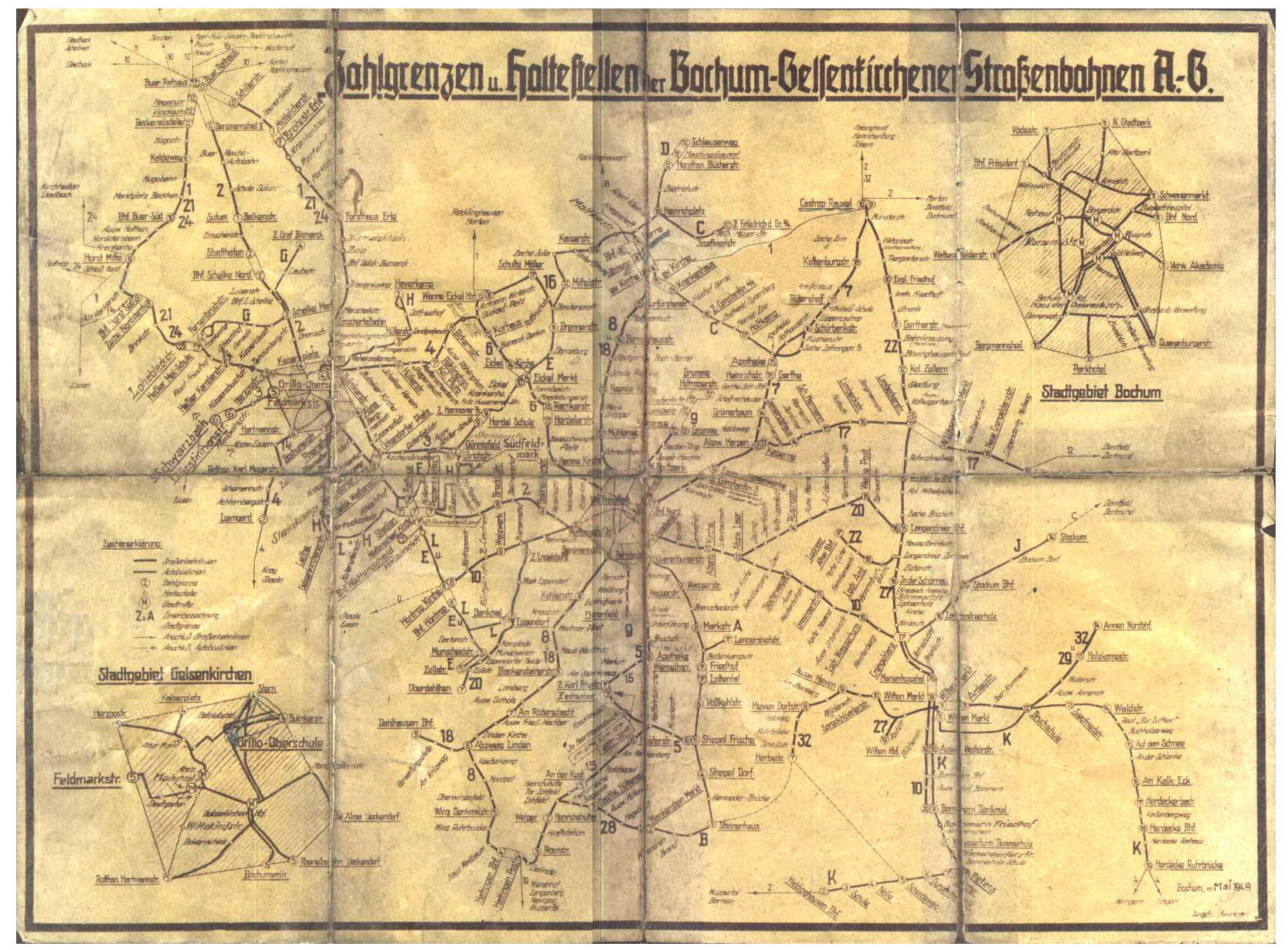
Liniennetz Bogestra, 1949
Messtischblatt, 1950

## 21. Jahrhundert
Zeitweise gab das Landesvermessungsamt NRW eingescannte topografische Karten aus verschiedenen Jahrzehnten und Jahrhunderten im ggf. übertragenen Maßstab 1:25.000 auf Compact Disc heraus, die in Layern übereinander gelegt betrachtet werden konnten, die Historika25. Der Vertrieb wurde eingestellt. Die Aufgaben des Landesvermessungsamts wurden von der Bezirksregierung Köln übernommen.
In Nordrhein-Westfalen hält das Topographische Informationsmanagement (TIM-online) topografische Daten für die Öffentlichkeit bereit. Private Informationssysteme sind unter anderem Google Maps, Google Earth, OpenStreetMap und andere.